# Halodiplosis aristiformis
Halodiplosis aristiformis är en tvåvingeart som beskrevs av Fedotova 1993. Halodiplosis aristiformis ingår i släktet Halodiplosis och familjen gallmyggor.
Artens utbredningsområde är Kazakstan. Inga underarter finns listade i Catalogue of Life.